# Pseudolatoia sahafary
Pseudolatoia sahafary är en fjärilsart som beskrevs av Pierre E.L. Viette 1980. Pseudolatoia sahafary ingår i släktet Pseudolatoia och familjen snigelspinnare. Inga underarter finns listade i Catalogue of Life.